# هال كروذر
هال كروذر (بالإنجليزية: Hal Crowther)‏ هو كاتب العمود وصحفي أمريكي، ولد في 1945.

## وصلات خارجية
- الموقع الرسمي